# Il'ja Berkovskij
Il'ja Vital'evič Berkovskij (in russo Илья Витальевич Берковский?; Omsk, 15 marzo 2000) è un calciatore russo, centrocampista del Serik.

## Caratteristiche tecniche
È un trequartista.

## Carriera
Cresciuto nel settore giovanile dell'Irtyš Omsk, debutta in prima squadra il 14 maggio 2017 in occasione del match di terza divisione perso 2-0 contro lo Zenit Irkutsk; nel 2020 passa alla Torpedo Mosca dove realizza 6 reti in 21 incontri nella prima parte di stagione. Nel gennaio 2021 viene acquistato dalla Lokomotiv Mosca che pochi mesi più tardi lo presta al Nižnij Novgorod.

## Statistiche

### Presenze e reti nei club
Statistiche aggiornate al 31 luglio 2021.
| Stagione        | Squadra         | Campionato      | Campionato | Campionato | Coppe nazionali | Coppe nazionali | Coppe nazionali | Coppe continentali | Coppe continentali | Coppe continentali | Altre coppe | Altre coppe | Altre coppe | Totale | Totale |
| Stagione        | Squadra         | Comp            | Pres       | Reti       | Comp            | Pres            | Reti            | Comp               | Pres               | Reti               | Comp        | Pres        | Reti        | Pres   | Reti   |
| --------------- | --------------- | --------------- | ---------- | ---------- | --------------- | --------------- | --------------- | ------------------ | ------------------ | ------------------ | ----------- | ----------- | ----------- | ------ | ------ |
| 2016-2017       | Irtyš Omsk      | 2D              | 1          | 0          | CR              | 0               | 0               |                    | -                  | -                  |             | -           | -           | 1      | 0      |
| 2017-2018       | Irtyš Omsk      | 2D              | 9          | 3          | CR              | 1               | 0               |                    | -                  | -                  |             | -           | -           | 10     | 3      |
| 2018-2019       | Irtyš Omsk      | 2D              | 17         | 2          | CR              | 1               | 1               |                    | -                  | -                  |             | -           | -           | 18     | 3      |
| 2019-2020       | Irtyš Omsk      | 2D              | 9          | 2          | CR              | 0               | 0               |                    | -                  | -                  |             | -           | -           | 9      | 2      |
| 2020-gen. 2021  | Torpedo Mosca   | 1D              | 21         | 6          | CR              | 1               | 0               |                    | -                  | -                  |             | -           | -           | 22     | 6      |
| gen.-giu. 2021  | Nižnij Novgorod | 1D              | 2          | 0          | CR              | 0               | 0               |                    | -                  | -                  |             | -           | -           | 2      | 0      |
| 2021-2022       | Nižnij Novgorod | PL              | 4          | 0          | CR              | 0               | 0               |                    | -                  | -                  |             | -           | -           | 4      | 0      |
| Totale carriera | Totale carriera | Totale carriera | 63         | 13         |                 | 3               | 1               |                    | -                  | -                  |             | -           | -           | 66     | 14     |